# Saison 2021-2022 de l'ESTAC Troyes
Maillots
Dernière mise à jour : 5 novembre 2021.
Chronologie
Saison précédente Saison suivante
La saison 2021-2022 de l'ESTAC Troyes, club de football français, voit le club évoluer en Ligue 1 après son sacre en Ligue 2.
L'entraîneur, Bruno Irlès remplace Laurent Batlles à la mi-saison.

## Avant-saison
L’ESTAC aurait dû affronter Manchester City dans un match amical début août, soit quelques jours avant le lancement de la Ligue 1. Malheureusement, en raison de la situation sanitaire en Angleterre, ce match a été annulé.

## Transferts

### Transferts estivaux
Le mercato d'été a lieu du 9 juin au 31 août 2021 en France.
| Nom                | Nationalité         | Poste     | Transfert                        | Provenance/Destination | Division           |
| ------------------ | ------------------- | --------- | -------------------------------- | ---------------------- | ------------------ |
| Arrivées           |                     |           |                                  |                        |                    |
| Metinho            | Brésil              | Milieu    | Transfert (5 millions d'euros)   | Fluminense FC          | Série A            |
| Mama Baldé         | Guinée-Bissau       | Milieu    | Transfert (3.5 millions d'euros) | Dijon FCO              | Ligue 2            |
| Renaud Ripart      | France              | Attaquant | Transfert (3 millions d'euros)   | Nîmes Olympique        | Ligue 2            |
| Rominigue Kouamé   | Mali                | Milieu    | Transfert (2.5 millions d'euros) | LOSC Lille             | Ligue 1            |
| Giulian Biancone   | France              | Défenseur | Transfert (2.5 millions d'euros) | AS Monaco              | Ligue 1            |
| Mykola Kukharevych | Ukraine             | Attaquant | Transfert (300 000 euros)        | Rukh Lviv              | Premier-Liha       |
| Jessy Moulin       | France              | Gardien   | Transfert Libre                  | AS Saint-Étienne       | Ligue 1            |
| Adil Rami          | France              | Défenseur | Transfert Libre                  | Boavista FC            | Liga Portugal      |
| Youssouf Koné      | Mali                | Défenseur | Prêt                             | Olympique lyonnais     | Ligue 1            |
| Issa Kaboré        | Burkina Faso        | Défenseur | Prêt                             | Manchester City        | Premier League     |
| Patrick Roberts    | Angleterre          | Milieu    | Prêt                             | Manchester City        | Premier League     |
| Enrik Ostrc        | Slovénie            | Milieu    | Retour de prêt                   | Olimpija Ljubljana     | Prva liga          |
| Mahamadou Dembélé  | France              | Défenseur | Retour de prêt                   | Pau FC                 | Ligue 2            |
| Nassim Chadli      | Maroc               | Attaquant | Premier contrat professionnel    | Nîmes Olympique B      | National 3         |
| Yasser Larouci     | Algérie             | Défenseur | Premier contrat professionnel    | Liverpool FC U23       | Premier League U23 |
| Départs            |                     |           |                                  |                        |                    |
| Mahamadou Dembélé  | France              | Défenseur | Prêt                             | Pau FC                 | Ligue 2            |
| Rui Pires          | Portugal            | Milieu    | Prêt                             | FC Paços de Ferreira   | Liga Portugal      |
| Umut Bozok         | Turquie             | Attaquant | Fin du prêt                      | FC Lorient             | Ligue 1            |
| Alimani Gory       | France              | Milieu    | Fin du prêt                      | Cercle Bruges          | Division 1A        |
| Lenny Pintor       | France              | Attaquant | Fin du prêt                      | Olympique lyonnais     | Ligue 1            |
| Kemelho Nguena     | France              | Milieu    | Fin de contrat                   | Slavia Sofia           | BPFL               |
| Maxime Barthelmé   | France              | Milieu    | Fin de contrat                   | EA Guingamp            | Ligue 2            |
| Dylan Saint-Louis  | République du Congo | Attaquant | Fin de contrat                   | Hatayspor              | Süper Lig          |
| Terence Baya       | France              | Défenseur | Fin de contrat                   | Vendsyssel FF          | 1.Division         |
| Adel Berkane       | France              | Défenseur | Fin de contrat                   |                        |                    |
| Stone Mambo        | France              | Défenseur | Fin de contrat                   | US Orléans             | National           |

| Nom             | Nationalité | Poste      | Transfert | Provenance/Destination | Division |
| --------------- | ----------- | ---------- | --------- | ---------------------- | -------- |
| Arrivées        |             |            |           |                        |          |
| Bruno Irlès     | France      | Entraîneur | -         | US Quevilly-Rouen      | Ligue 2  |
| Départs         |             |            |           |                        |          |
| Laurent Battles | France      | Entraîneur | -         | -                      | -        |

| Nom             | Nationalité | Poste  | Transfert   | Provenance/Destination | Division       |
| --------------- | ----------- | ------ | ----------- | ---------------------- | -------------- |
| Arrivées        |             |        |             |                        |                |
| Départs         |             |        |             |                        |                |
| Patrick Roberts | Angleterre  | Milieu | Fin de Prêt | Manchester City        | Premier League |